# Polenta tepperi
Polenta tepperi är en fjärilsart som beskrevs av Morrison 1875. Polenta tepperi ingår i släktet Polenta, och familjen nattflyn. Inga underarter finns listade i Catalogue of Life.